# Condado de Alleghany (Virginia)
El condado de Alleghany es un condado del estado de Virginia, Estados Unidos. Tiene una población estimada, a mediados de 2022, de 14 835 habitantes.
La sede del condado es Covington.
Fue fundado el 5 de enero de 1822 a partir de porciones de los condados de Botetourt, Bath y Monroe.
Su nombre deriva de los montes de Allegheny, que bordean el condado.

## Geografía
Según la Oficina del Censo, el condado tiene una superficie total de 1164.78 km², de la cual 1156.62 km² corresponden a tierra firme y 8.16 km² están cubiertos de agua.

### Condados adyacentes
- Condado de Bath (norte)
- Condado de Rockbridge (este)
- Condado de Botetourt (sureste)
- Condado de Craig (sur)
- Condado de Monroe, Virginia Occidental (suroeste)
- Condado de Greenbrier, Virginia Occidental (oeste)

### Áreas protegidas nacionales
- George Washington National Forest (parte)

## Demografía

### Censo de 2020
Según el censo de 2020, en ese momento la población del condado era de 15 223 habitantes. La densidad poblacional era de 13/km². Había 7934 unidades habitacionales, lo que representaba un promedio de 7/km².  
| Raza                   | Núm.   | Porc.   |
| ---------------------- | ------ | ------- |
| Blancos                | 13 813 | 90.74%  |
| Afroamericanos         | 681    | 4.47%   |
| Amerindios             | 27     | 0.18%   |
| Asiáticos              | 61     | 0.40%   |
| Isleños del Pacífico   | 7      | 0.05%   |
| De otras razas         | 58     | 0.38%   |
| De una mezcla de razas | 576    | 3.78%   |
| Total                  | 15 223 | 100.00% |

Del total de la población, el 1.17% eran hispanos o latinos de cualquier raza.

### Censo de 2000
Según el censo de 2000, en ese momento había 12 993 personas, 5149 hogares y 3866 familias en el condado. La densidad poblacional era de 11/km². Había 5812 unidades habitacionales, lo que representaba una densidad de 5/km². El 96.35% de los habitantes eran blancos, el 2.45% eran afroamericanos, el 0.21% eran amerindios, el 0.24% eran asiáticos, el 0.02% eran isleños del Pacífico, el 0.20% eran de otras razas y el 0.53% eran de una mezcla de razas. Del total de la población, el 0.36% eran hispanos o latinos de cualquier raza. 
Los ingresos promedio de los hogares del condado eran de $38,545 y los ingresos promedio de las familias eran de $45,843. Los hombres tenían ingresos medios de $35,120 frente a los $20,855 que percibían las mujeres. Los ingresos per cápita para el condado eran de $19,635. Alrededor del 7.10% de la población estaba bajo el umbral de pobreza nacional.

## Comunidades
- Clifton Forge
- Iron Gate
- Low Moor
- Selma

Debido a su estatus de ciudad independiente, Covington no es parte del condado, a pesar de ser su sede.